# 克莱蒙莱罗
克莱蒙莱罗（法語：Clermont-l'Hérault，法語發音：[klɛʁmɔ̃ leʁo]），法国南部城市，奥克西塔尼大区埃罗省的一个市镇，隶属于洛代沃区，其市镇面积为32.49平方公里，2022年1月1日时人口数量为9,372人，在法国城市中排名第1,140位。
克莱蒙莱罗位于埃罗省中部，埃斯康多尔格山东麓，是一个区域性的中心城市，A75、A750两条高速公路和多条普通公路在此交汇。

## 地名来源
根据当地官方网站的论述，“Clermont”一名最初以拉丁语“Clarum Montem”的形式被记载，其含义为“日出方向的高地”；“L'Hérault”一名的出处则尚有待考证，其既可能指埃罗省，也可能指埃羅河，抑或二者兼指。在法国大革命以前，当地曾被称为“Clermont-Lodève”或“Clermont de Lodève”（意为“洛代沃的克莱蒙”）。
克莱蒙莱罗所处区域在19世纪以前通行奥克语，“Clermont-l'Hérault”在奥克语维基百科及Openstreetmap中被标记为“Clarmont d'Erau”。

## 历史

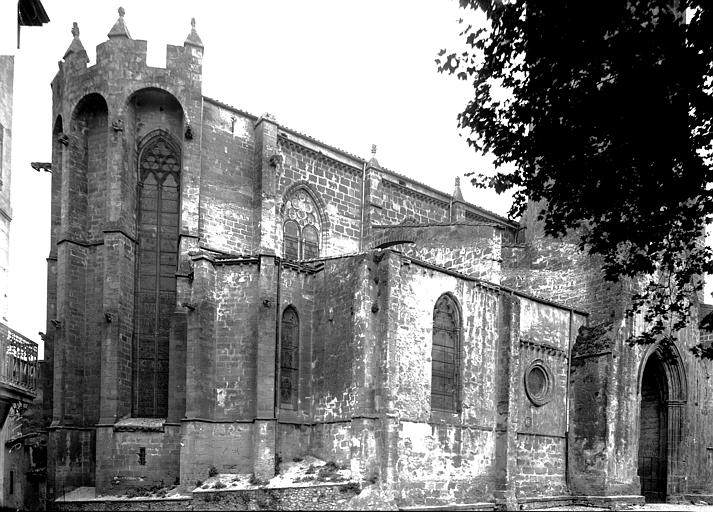
19世纪末的克莱蒙教堂

克莱蒙莱罗所在地在古典时期就已形成聚落，而现时的克莱蒙莱罗的最初记载始于公元12世纪。中世纪末，克莱蒙为朗格多克行省的一部分。宗教战争期间，新教徒曾一度尝试攻占克莱蒙但未能成功。1670年，让-巴蒂斯特·柯尔贝尔在克莱蒙附近的“新城”（Villeneuve-les-Clermont，今维勒讷韦特）创办皇家手工织布厂，此举使得克莱蒙成为一个区域性的商业中心，当地出现了纺织物及葡萄酒集市，市中心兴建了多处公共建筑物，人口数量亦有所增加。法国大革命后，克莱蒙成为埃罗省的一个市镇，并自1801年起使用“Clermont-l'Hérault”作为官方名称。工业革命初期，克莱蒙莱罗境内出现纺织作坊，连接该地的维亚斯－洛代沃铁路于1863年建成通车，后于二战前夕停止服务。1971年，克莱蒙莱罗西北部的萨拉古大坝建成，由此形成了面积达750公顷的萨拉古湖。20世纪末，随着朗格多克地区旅游业的兴起，克莱蒙莱罗的人口数量逐年上升。途径克莱蒙莱罗附近的A75高速公路于2005年全线贯通。

## 地理

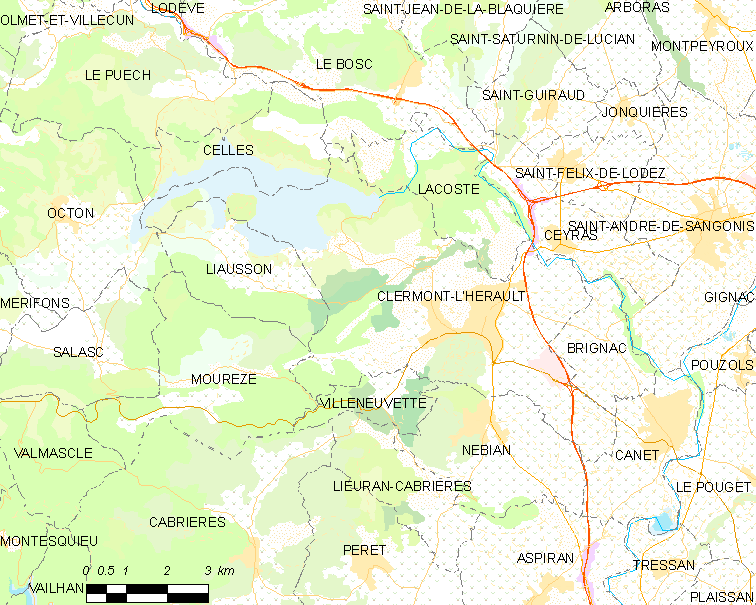
克莱蒙莱罗市镇范围地图

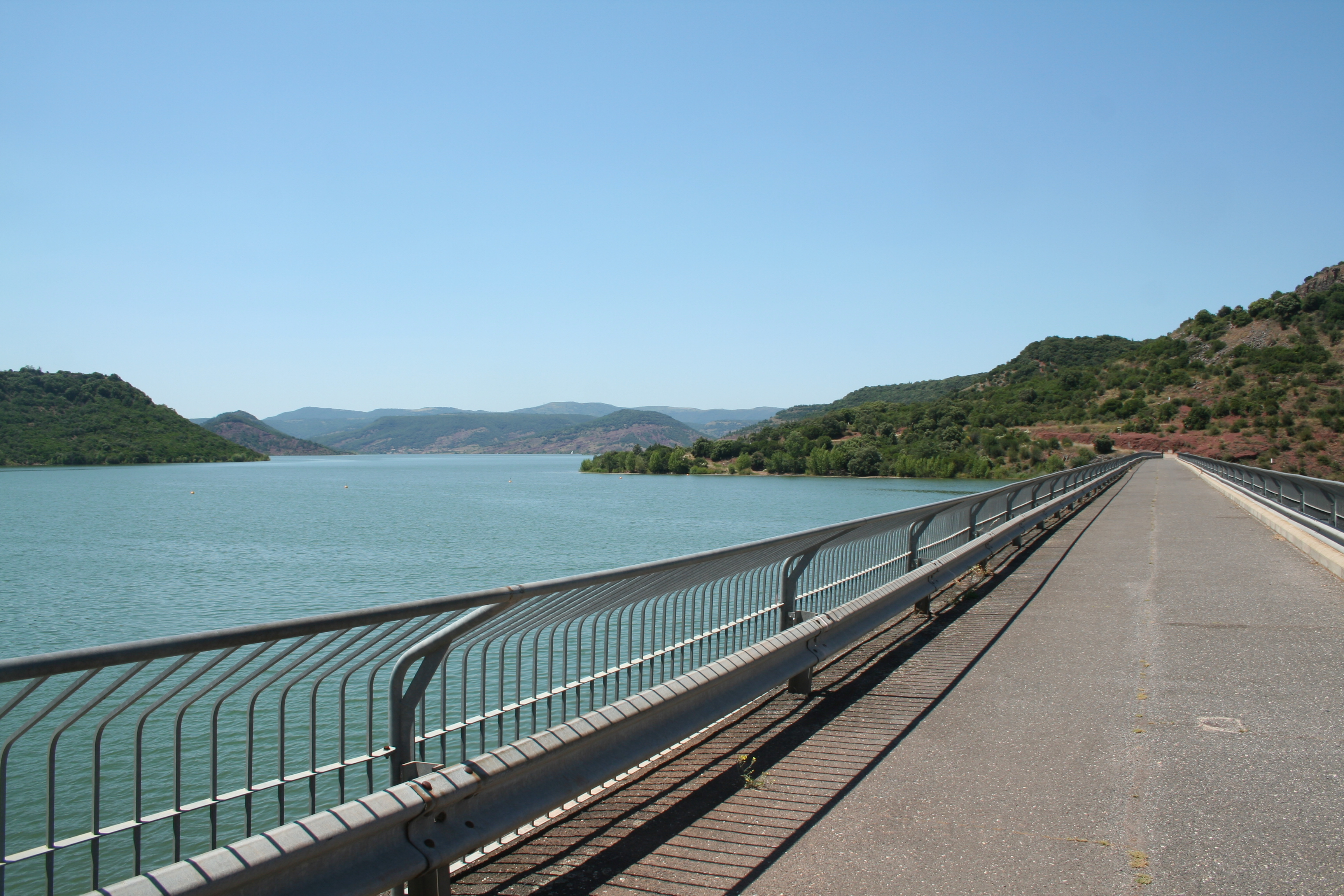
萨拉古湖

克莱蒙莱罗位于法国南部，奥克西塔尼大区东部和埃罗省中部，距离省会蒙彼利埃大约43公里。与克莱蒙莱罗接壤的市镇包括：勒博斯克、布里尼亚克、卡内、塞勒、塞拉、拉科斯特、利欧松、穆雷兹、内比扬、奥克通、维勒讷韦特。

### 地形
克莱蒙莱罗位于法国中央高原的南部边缘地带，其西侧为埃斯康多尔格，境内以山地和平原为主，市镇中心地势较为平坦，西部丘陵地区起伏明显，全境海拔在40到322米之间。

### 水文
克莱蒙莱罗位于埃罗河流域，莱尔格河自西北向东南流经市镇东北界，其右岸支流罗内勒河（Le Ronel）则穿城而过。市镇西北部为萨拉古湖，因人工水坝修建而形成。

### 植被
克莱蒙莱罗属于亚热带硬叶林区，市区内的克罗维·罗克花园（Square de Clovis Roque）是当地主要的城市绿地，林地则广泛分布于市镇范围内的山地地区。
在鲜花城市的评比中，克莱蒙莱罗暂未被评级。

### 气候
克莱蒙莱罗在柯本气候分类法中属于地中海气候，因地形及塞文气候影响，当地秋冬季节常出现短时强降水，易发洪涝灾害。
距离克莱蒙莱罗最近的常年气象站位于勒普热境内，以下为该气象站的数据（其中日照数据取自蒙彼利埃）：
| 勒普热 1981年－2010年 | 勒普热 1981年－2010年 | 勒普热 1981年－2010年 | 勒普热 1981年－2010年 | 勒普热 1981年－2010年 | 勒普热 1981年－2010年 | 勒普热 1981年－2010年 | 勒普热 1981年－2010年 | 勒普热 1981年－2010年 | 勒普热 1981年－2010年 | 勒普热 1981年－2010年 | 勒普热 1981年－2010年 | 勒普热 1981年－2010年 | 勒普热 1981年－2010年 |
| 月份                  | 1月                   | 2月                   | 3月                   | 4月                   | 5月                   | 6月                   | 7月                   | 8月                   | 9月                   | 10月                  | 11月                  | 12月                  | 全年                  |
| --------------------- | --------------------- | --------------------- | --------------------- | --------------------- | --------------------- | --------------------- | --------------------- | --------------------- | --------------------- | --------------------- | --------------------- | --------------------- | --------------------- |
| 历史最高温 °C（°F）   | 22.2 (72.0)           | 23.2 (73.8)           | 30.5 (86.9)           | 33.5 (92.3)           | 34.9 (94.8)           | 38.5 (101.3)          | 41 (106)              | 41.5 (106.7)          | 37.5 (99.5)           | 33.9 (93.0)           | 25.5 (77.9)           | 21.5 (70.7)           | 41.5 (106.7)          |
| 平均高温 °C（°F）     | 11.2 (52.2)           | 12.4 (54.3)           | 16 (61)               | 18.5 (65.3)           | 22.5 (72.5)           | 27.2 (81.0)           | 30.5 (86.9)           | 29.9 (85.8)           | 25.6 (78.1)           | 20.2 (68.4)           | 14.5 (58.1)           | 11.4 (52.5)           | 20 (68)               |
| 日均气温 °C（°F）     | 6.9 (44.4)            | 7.5 (45.5)            | 10.5 (50.9)           | 13 (55)               | 16.7 (62.1)           | 20.7 (69.3)           | 23.6 (74.5)           | 23.2 (73.8)           | 19.4 (66.9)           | 15.4 (59.7)           | 10.2 (50.4)           | 7.3 (45.1)            | 14.5 (58.1)           |
| 平均低温 °C（°F）     | 2.5 (36.5)            | 2.6 (36.7)            | 5.1 (41.2)            | 7.4 (45.3)            | 10.9 (51.6)           | 14.2 (57.6)           | 16.8 (62.2)           | 16.5 (61.7)           | 13.2 (55.8)           | 10.6 (51.1)           | 5.8 (42.4)            | 3.2 (37.8)            | 9.1 (48.4)            |
| 历史最低温 °C（°F）   | −15.6 (3.9)           | −10.1 (13.8)          | −10.1 (13.8)          | −2 (28)               | 2.4 (36.3)            | 5.2 (41.4)            | 8.2 (46.8)            | 6.8 (44.2)            | 3.5 (38.3)            | −2.1 (28.2)           | −8 (18)               | −9.1 (15.6)           | −15.6 (3.9)           |
| 平均降水量 mm（）     | 61.2 (2.41)           | 52.3 (2.06)           | 38.5 (1.52)           | 53.5 (2.11)           | 53.2 (2.09)           | 37 (1.5)              | 24.3 (0.96)           | 36.9 (1.45)           | 69.4 (2.73)           | 101.7 (4.00)          | 75.8 (2.98)           | 77 (3.0)              | 680.8 (26.80)         |
| 月均日照時數          | 142.9                 | 168.1                 | 220.9                 | 227.0                 | 263.9                 | 312.4                 | 339.7                 | 298.0                 | 241.5                 | 168.6                 | 148.8                 | 136.5                 | 2,668.3               |
| 来源：infoclimat.fr   |                       |                       |                       |                       |                       |                       |                       |                       |                       |                       |                       |                       |                       |

## 行政区划
克莱蒙莱罗的市镇编号为34079，邮政编号为34800。
在行政管理方面，克莱蒙莱罗隶属于法国奥克西塔尼大区埃罗省洛代沃区；在地方选举方面，克莱蒙莱罗是克莱蒙莱罗县的中央投票站所在地，其市镇范围全境被划入埃罗省第五选区；在社会管理方面，克莱蒙莱罗是克莱蒙人市镇公共社区的办公驻地。
法国国家统计与经济研究所（简称）在进行数据统计时，将克莱蒙莱罗及相邻的另外两个市镇设为克莱蒙莱罗城市核心区以及克莱蒙莱罗城市区。自2020年起，克莱蒙莱罗城市区被撤销，克莱蒙莱罗被划入包含161个市镇的蒙彼利埃城市辐射区内。此外，还将克莱蒙莱罗市镇分为了3个“块区”（IRIS），以便于统计人口分布情况。

## 交通

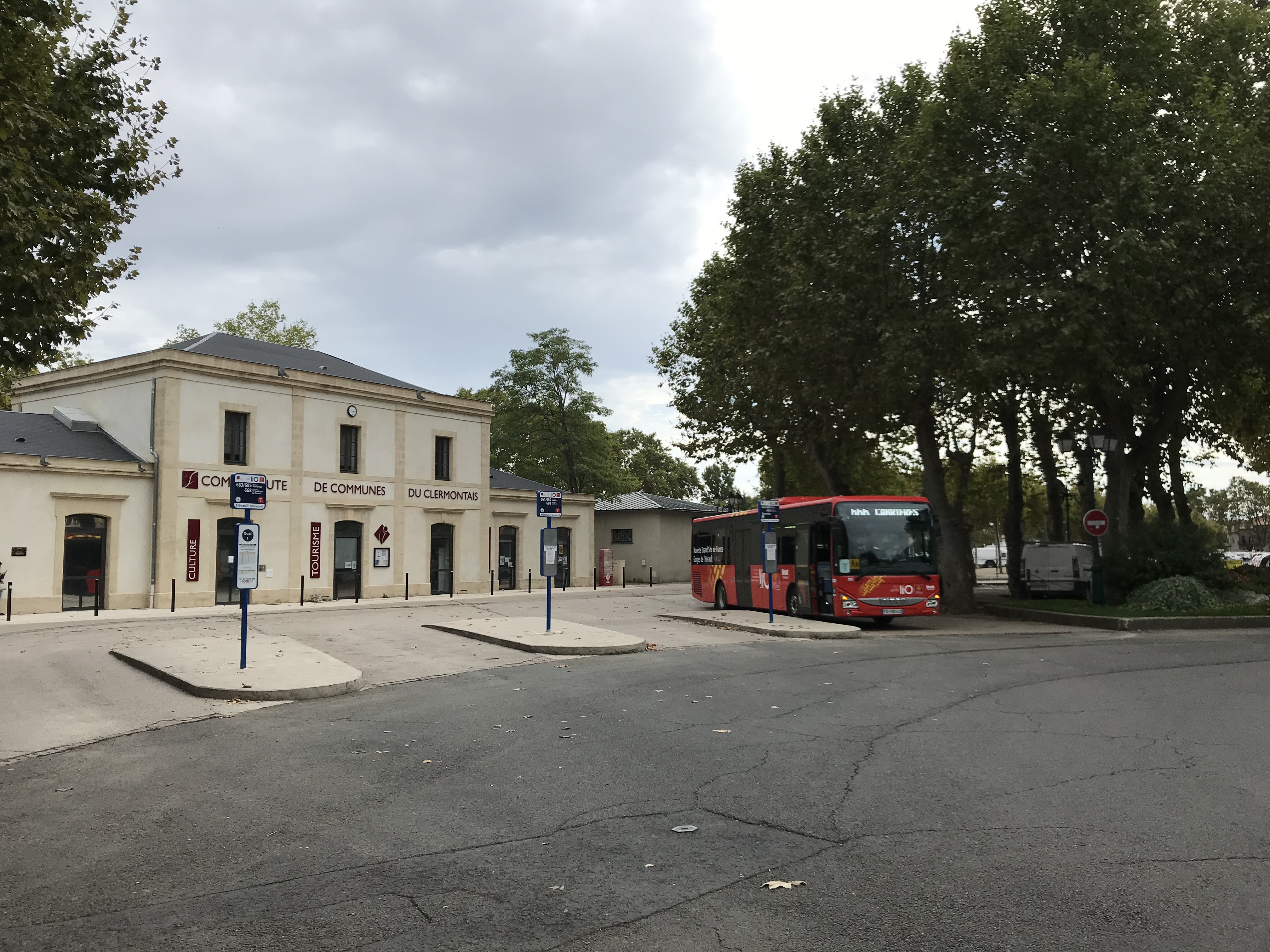
克莱蒙莱罗镇中心的汽车站

### 公路
A75、A750两条高速公路和埃罗省省道D2线、D8线、D609线、D908线等在克莱蒙莱罗境内交汇。奥克西塔尼大区下属的城际客运提供巴士线路，可前往蒙彼利埃、贝达里约、洛代沃和克莱蒙莱罗周边的部分市镇。
| 57 | 3.4 |

| 蒙彼利埃 | 44 |

| 贝济耶 | 47 |

| 贝达里约 | 28 |

2018年，66.7%的克莱蒙莱罗家庭拥有至少一辆私人汽车。2019年，克莱蒙莱罗境内共发生各类交通事故3起，造成4人受伤。

### 铁路
途径克莱蒙莱罗的维亚斯－洛代沃铁路已于20世纪60年代彻底关闭。
距离克莱蒙莱罗最近的运营中的客运铁路车站为位于贝济耶－讷萨格铁路上的贝达里约站，该站距离克莱蒙莱罗大约30公里，停靠往返于克莱蒙费朗和贝济耶之间的区域列车。

### 航空
距离克莱蒙莱罗最近的民用航空站为蒙彼利埃机场，距离克莱蒙莱罗市中心的公路里程约55公里。

### 城市公共交通
截至2022年9月，克莱蒙莱罗暂无城市公共交通系统。

## 政治

### 市政内阁

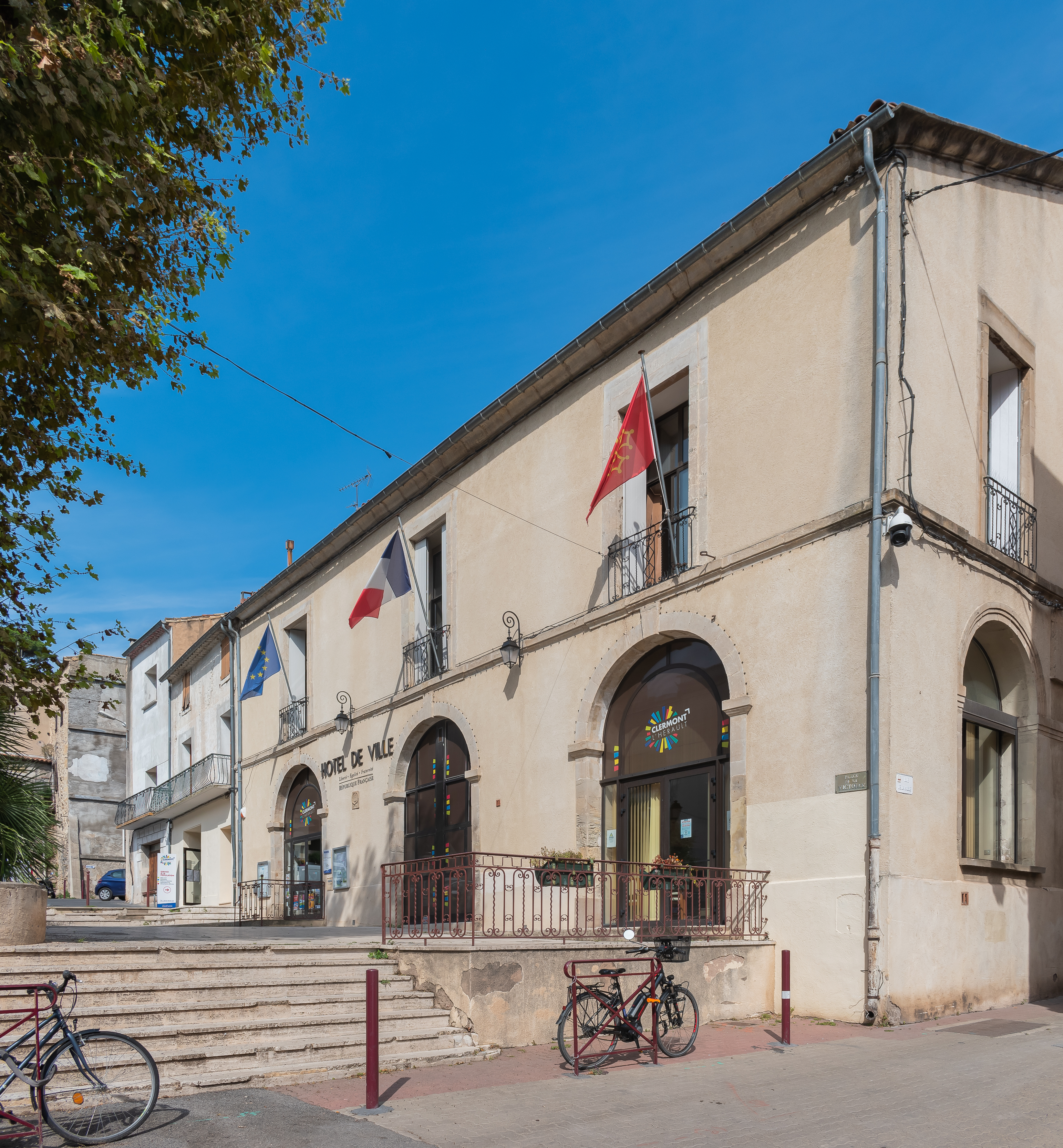
克莱蒙莱罗市政厅

克莱蒙莱罗的现任市长为热拉尔·贝西耶尔先生（Gérard BESSIÈRE），他是一名中间派，在2020年的市政选举中获得了35.69%的支持率。
| 克莱蒙莱罗历届市长     | 克莱蒙莱罗历届市长            | 克莱蒙莱罗历届市长 |
| 任期                   | 市长                          | 党派               |
| ---------------------- | ----------------------------- | ------------------ |
| （1949年以前资料暂缺） |                               |                    |
| 1949年－1971年         | Jean ROUAUD 让·鲁奥           | RAD激进党          |
| 1971年－2001年         | Marcel VIDAL 马塞尔·维达尔    | PS社会党           |
| 2001年－2014年         | Alain CAZORLA 阿兰·卡佐尔拉   | PS社会党           |
| 2014年－2020年         | Salvador RUIZ 萨尔瓦多·吕兹   | DVG左翼无党派人士  |
| 2020年－               | Gérard BESSIÈRE 热拉尔·贝西埃 | DVC混杂中间派      |

### 各级选举
| 克莱蒙莱罗历届投票选举结果 | 克莱蒙莱罗历届投票选举结果 | 克莱蒙莱罗历届投票选举结果 | 克莱蒙莱罗历届投票选举结果 | 克莱蒙莱罗历届投票选举结果 | 克莱蒙莱罗历届投票选举结果 | 克莱蒙莱罗历届投票选举结果 | 克莱蒙莱罗历届投票选举结果 | 克莱蒙莱罗历届投票选举结果 | 克莱蒙莱罗历届投票选举结果 |
| 选举项目                   | 选举范围                   | 选区单位                   | 选区单位内的选举结果       | 选区单位内的选举结果       | 选区单位内的选举结果       | 选区单位内的选举结果       | 选区单位内的选举结果       | 选区单位内的选举结果       | 参考资料                   |
| 选举项目                   | 选举范围                   | 选区单位                   | 第一轮胜出者               | 第一轮胜出者               | 支持率                     | 第二轮胜出者               | 第二轮胜出者               | 支持率                     | 参考资料                   |
| -------------------------- | -------------------------- | -------------------------- | -------------------------- | -------------------------- | -------------------------- | -------------------------- | -------------------------- | -------------------------- | -------------------------- |
| 2017年法國總統選舉         | 法國                       | 市镇                       |                            | 玛丽娜·勒庞                | 27.69%                     |                            | 埃马纽埃尔·马克龙          | 56.1%                      | [ 22 ]                     |
| 2017年法国立法选举         | 埃罗省第五选区             | 市镇                       |                            | 菲利普·于佩                | 30.38%                     |                            | 菲利普·于佩                | 61.3%                      | [ 22 ]                     |
| 2019年欧洲议会选举         | 法國                       | 市镇                       |                            | 若尔当·巴尔代拉            | 30.47%                     | （不适用）                 | （不适用）                 | （不适用）                 | [ 24 ]                     |
| 2021年法国省级选举         | 埃罗省                     | 县                         |                            | 让-吕克·法利普 玛丽·帕西厄 | 43.27%                     |                            | 让-吕克·法利普 玛丽·帕西厄 | 67.62%                     | [ 25 ]                     |
| 2021年法国省级选举         | 埃罗省                     | 市镇                       |                            | 让-吕克·法利普 玛丽·帕西厄 | 34.53%                     |                            | 让-吕克·法利普 玛丽·帕西厄 | 62.05%                     | [ 25 ]                     |
| 2021年法国大区选举         | 奧克西塔尼大區             | 市镇                       |                            | 卡萝尔·德尔加              | 39.14%                     |                            | 卡萝尔·德尔加              | 55.92%                     | [ 26 ]                     |
| 2022年法国总统选举         | 法國                       | 市镇                       |                            | 玛丽娜·勒庞                | 28.22%                     |                            | 玛丽娜·勒庞                | 52.35%                     | [ 22 ]                     |
| 2022年法国立法选举         | 埃罗省第五选区             | 市镇                       |                            | 皮埃尔·波拉尔              | 27.75%                     |                            | 皮埃尔·波拉尔              | 50.37%                     | [ 22 ]                     |

## 人口
2019年，克莱蒙莱罗市镇人口数量为8,962，在法国排名第1,140位。其中男性4,156人，女性4,873人，75岁及以上人口占9.6%，外籍人口数量为492人，人口密度为278人/平方公里，当地居民被称为（男性）或（女性）。2020年，克莱蒙莱罗境内出生97人，死亡人口124人。
| 克莱蒙莱罗1901年－2019年人口变化情况 |
|                                      |
| 数据来源：Cassini、INSEE             |

## 经济
克莱蒙莱罗是一个区域性的中心城市。截止2022年9月，克莱蒙莱罗市镇范围内共有各类用人单位（包含自雇）1,955家，平均历史为15年，其中99.74%为中小型企业（PME），2022年7月至9月间，当地的经济活力指数为0.31%。（工程研究）、（零售）及（家居销售）是当地2021年营业额最高的三个企业，分别为7,540,324欧元、3,991,134欧元和3,795,219欧元。

## 财政与居民收入
2020年，克莱蒙莱罗的财政收入总额为9,578,260欧元，财政支出总额为8,937,920欧元，当年的债务总额为11,553,900欧元。2021年，克莱蒙莱罗市镇共获得2,026,609欧元的国家财政补助，比上一年增加了14.39%。
2020年，克莱蒙莱罗的人均月收入总额为2,029欧元，其中高级职员为3,587欧元，低于法国平均水平（4,230欧元）；中级职员为2,267欧元，低于法国平均水平（2,411欧元）；普通职员为1,640欧元，亦低于法国平均水平（1,740欧元）。
2018年，克莱蒙莱罗境内的青壮年（15至64岁）失业率为22.5%，当地35.5%的家庭拥有纳税资格，平均纳税2,603欧元，低于法国平均水平（3,910欧元）。

## 社会事务

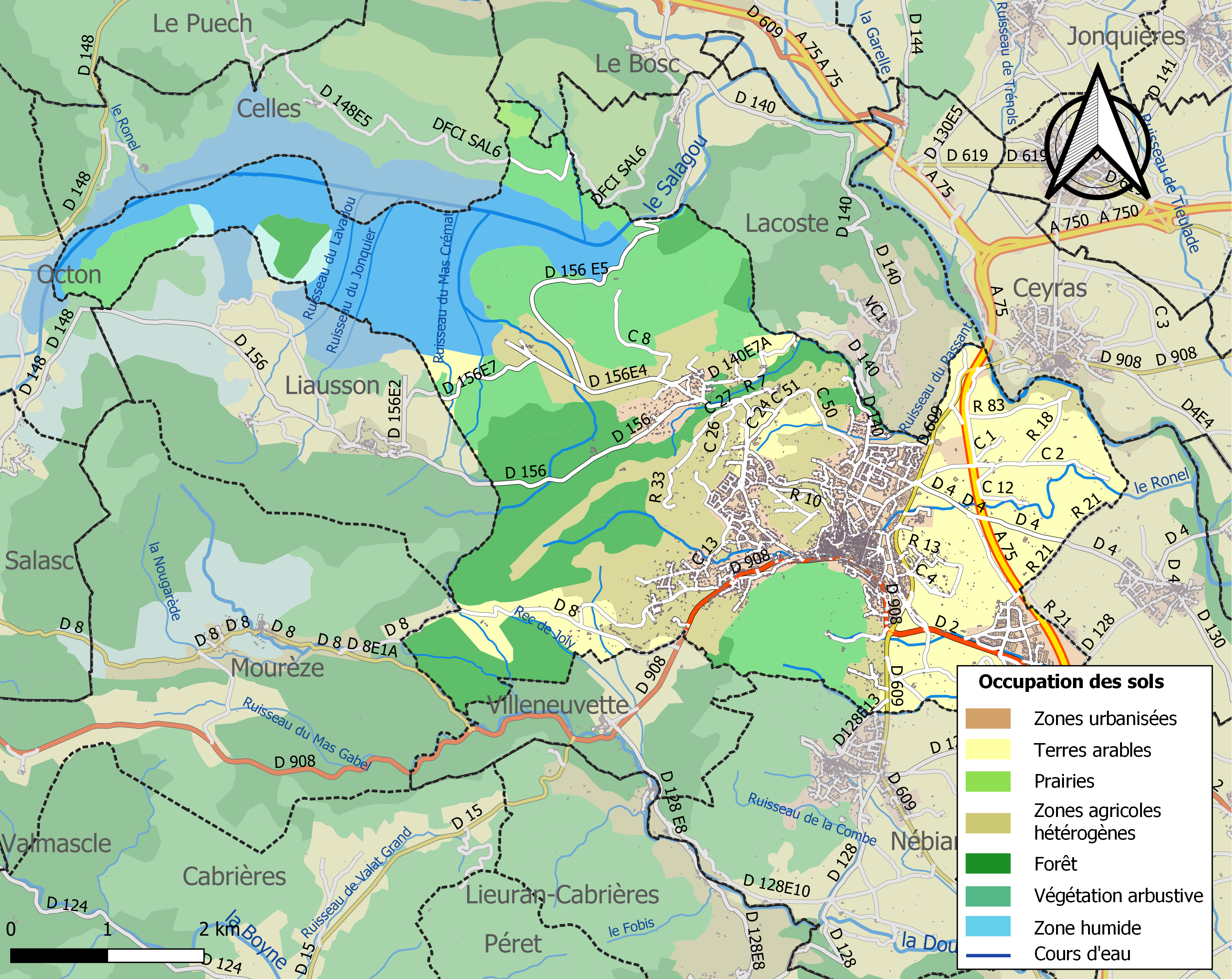
克莱蒙莱罗土地利用情况地图

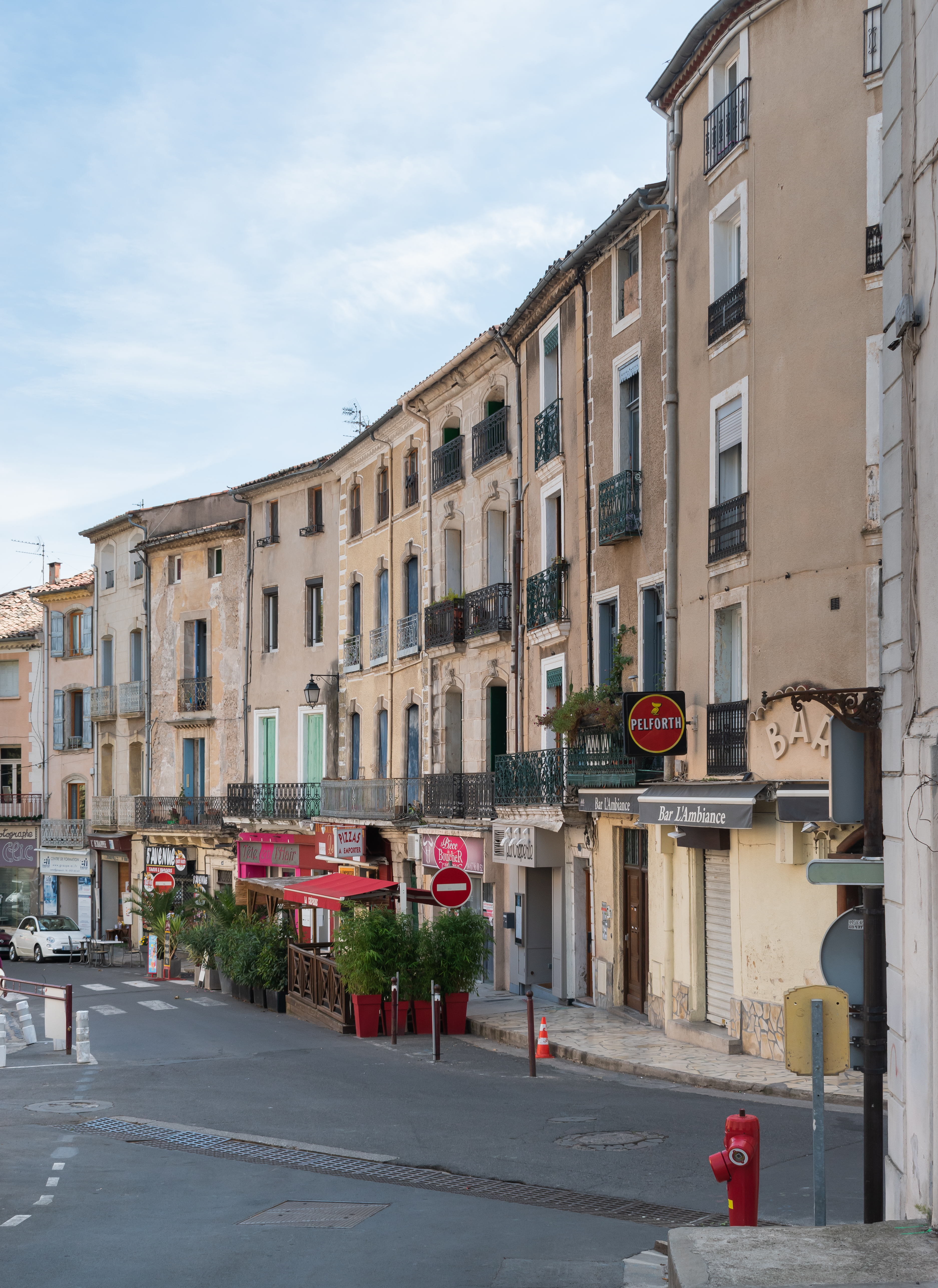
克莱蒙莱罗镇中心

### 教育
克莱蒙莱罗属于蒙彼利埃学区。截止2020年1月1日，克莱蒙莱罗境内共有2所幼儿园、4所小学、2所初级中学、2所普通高中和1所农业高中。2018至2019学年度，克莱蒙莱罗境内共有在校中等教育阶段学生1,690名。

### 医疗
截止2020年1月1日，克莱蒙莱罗境内共有全科医生9名、保健师26名、牙医16名、护士26名、耳科医生1名、眼科医生3名、皮肤科医生4名、助产士4名、儿科医生1名和妇科医生6名。境内共有药房4家、残疾人帮扶中心2家。
克莱蒙莱罗中心医院（Centre Hospitalier de Clermont-l'Hérault）是法国的一个区域性医疗机构，其主病区位于克莱蒙莱罗市区，设有床位199个，是当地规模最大的公立综合性医院。

### 住房
2018年，克莱蒙莱罗境内共有各类住房5,033套，其中48.4%为独立式居民区，51.3%为集中式居民区。常住房屋占克莱蒙莱罗市镇范围内居民建筑总量的81.9%。
在住房保障政策方面，2020年，克莱蒙莱罗境内共有1,424户家庭获得了住房经济补助，受益人数占总人口数量的15.8%，其中1,351份为房租补助。

### 商业
2019年，克莱蒙莱罗境内共有各类实体商铺443家，其中餐厅54家、大型超市8家、杂货店5家、面包房8家、肉铺6家、书店7家、装饰品店2家、银行门店9家、美容美发店26家、汽车维修店26家。镇中心建有一家家乐福便民店和一家Lidl超市，市区东南部建有开放式商业街区，有Intermarché、Aldi、E.Leclerc等购物商场。

### 体育
2020年，克莱蒙莱罗境内共有1家游泳池、1间体育馆、2座综合体育场、3处网球场、2处足球或橄榄球场以及2处篮球或排球场。
截至2022年9月，克莱蒙莱罗境内共有两家注册足球俱乐部。克莱蒙人足球队（La Clermontaise Football，编号503251）是当地的代表性足球队，其主队2022至2023赛季参加奥克西塔尼大区足球联赛甲组（法国第六级别），其主场为让·皮内球场（Stade Jean Pinet）。

### 环境
克莱蒙莱罗的环境事务由其所属的克莱蒙人市镇公共社区联合各级政府协调负责。2019年，克莱蒙莱罗境内暂无污染企业。

### 治安
2019年，克莱蒙莱罗市镇范围内有1处宪兵队。
克莱蒙莱罗及其附近的共111个市镇是洛代沃国家宪兵队（zone gendarmerie de Lodève）的管辖范围。2020年，该宪兵队累计记录各类案件3,448起，其中盗窃类案件1,935起，经济类案件334起，毒品交易类案件225起。

## 文化
2020年，克莱蒙莱罗境内有1家电影院。克莱蒙莱罗市政府提供市政图书馆，每周一至六向公众开放。

### 建筑
克莱蒙莱罗境内有多处历史建筑，其中法国国家文物保护单位包括圣保罗大教堂、戈尔让圣母教会旧址（Ancien couvent Notre-Dame de Gorjan）、韦尔尼粮仓等。

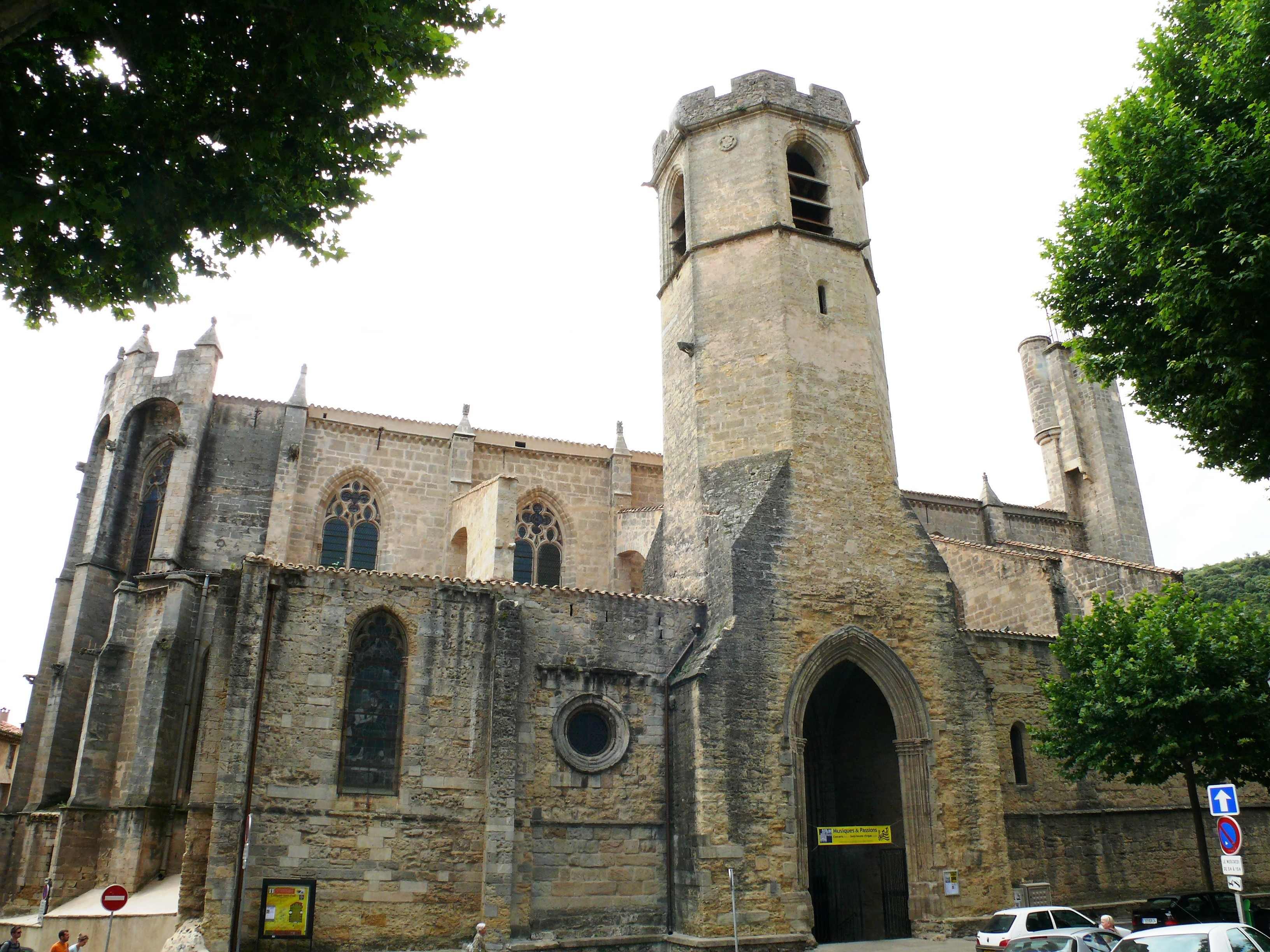
圣保罗大教堂（法语：Collégiale Saint-Paul de Clermont-l'Hérault）
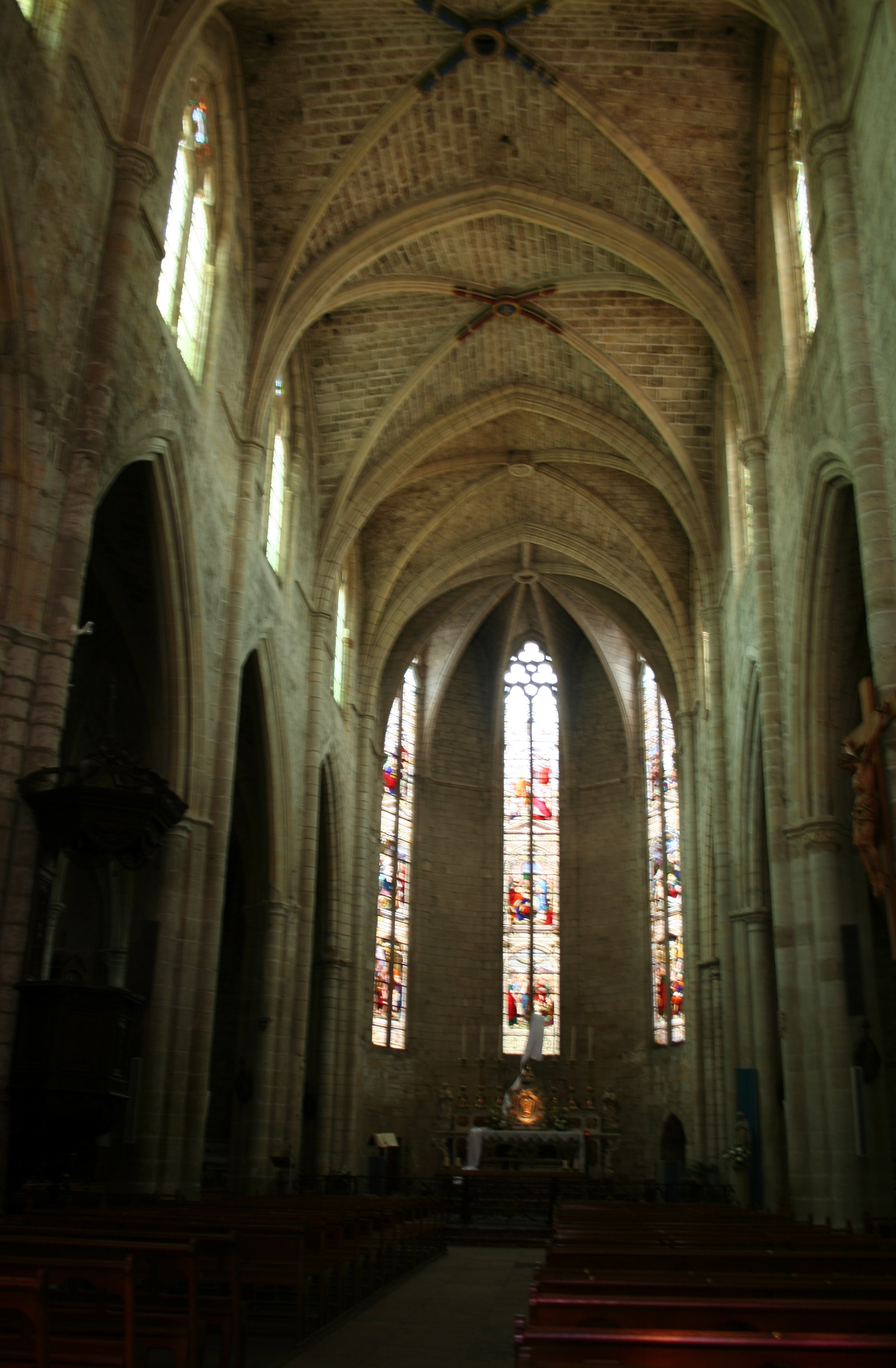
教堂大厅
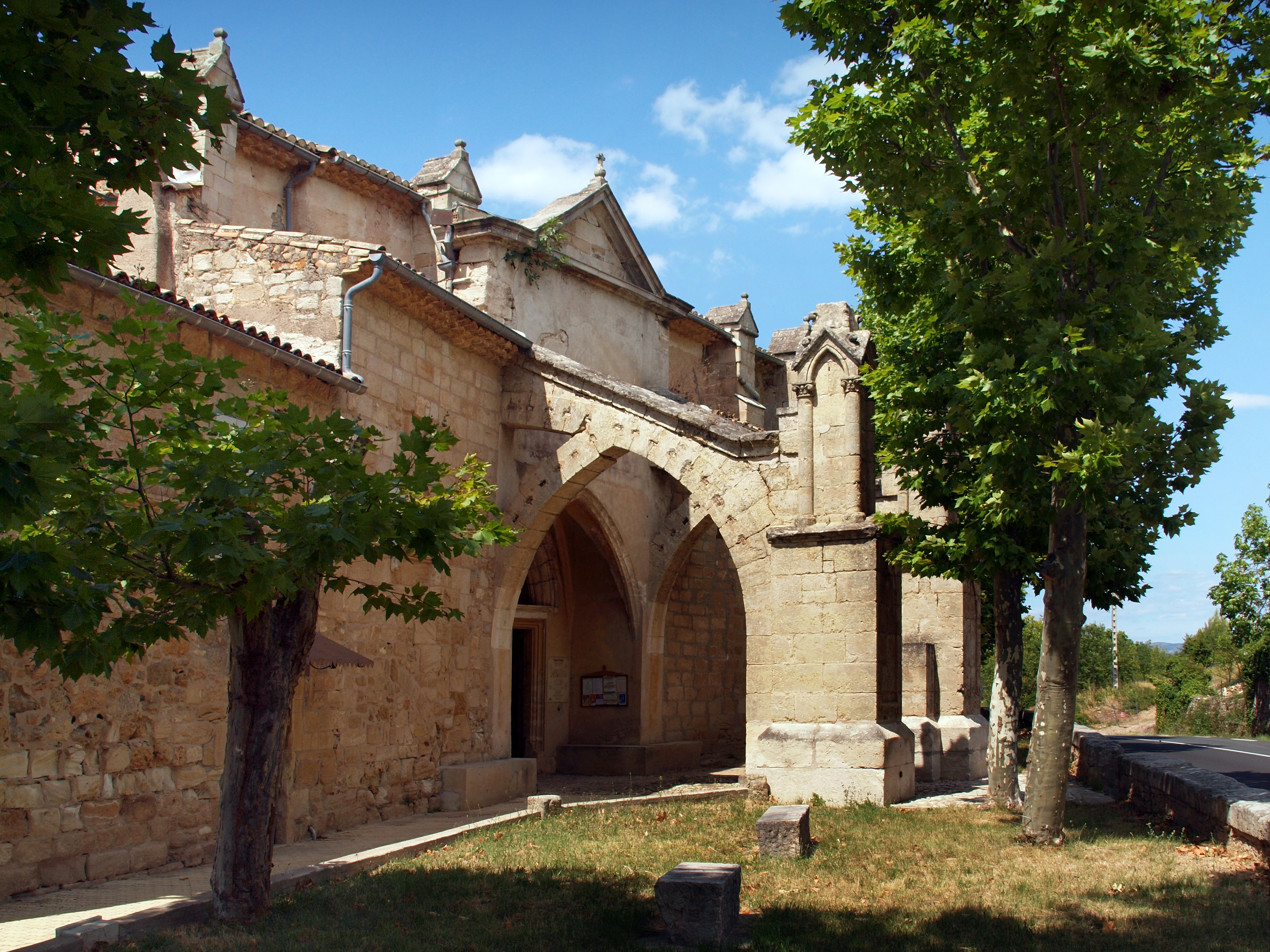
佩鲁圣母教堂
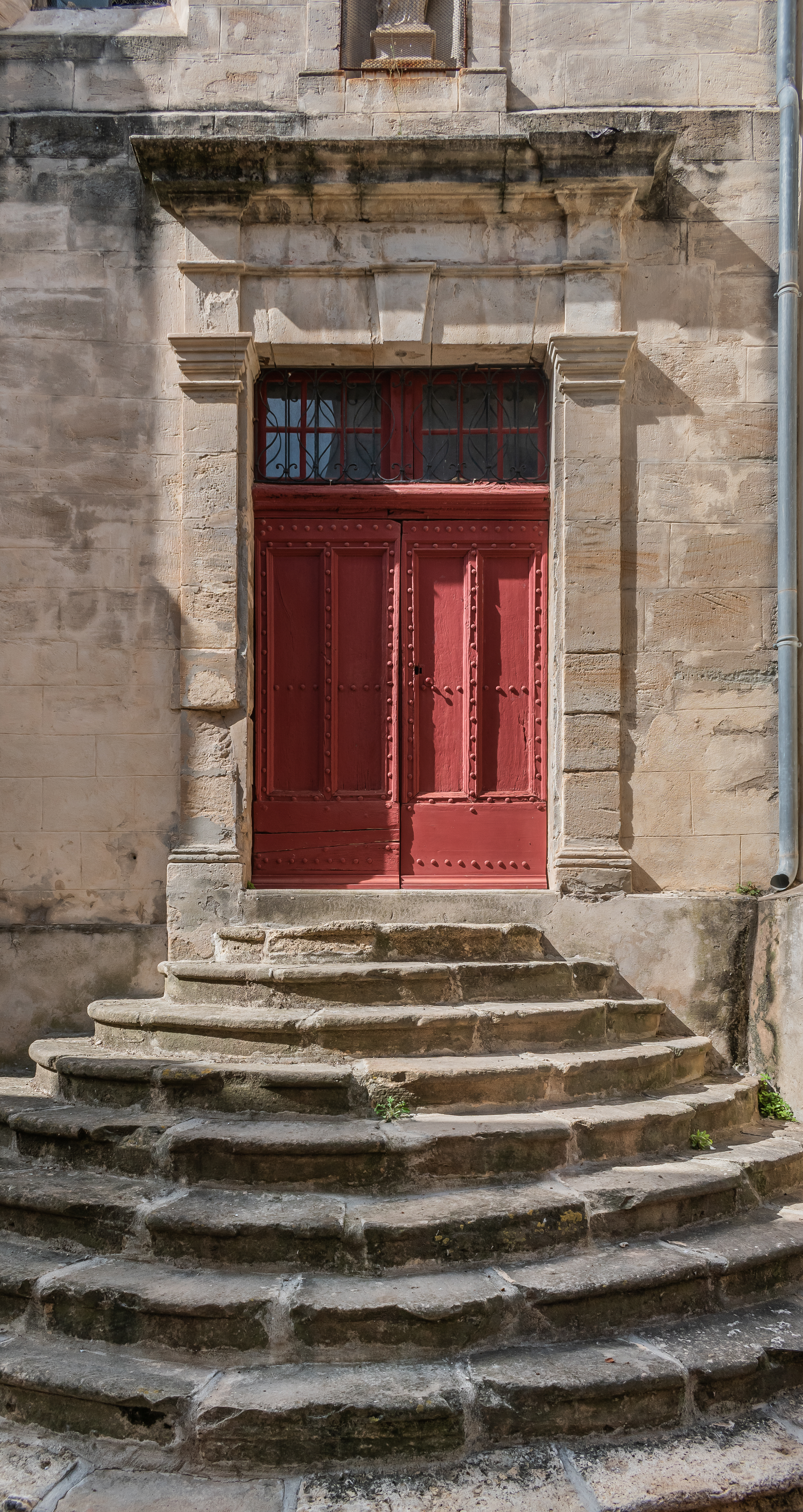
戈尔让圣母教会
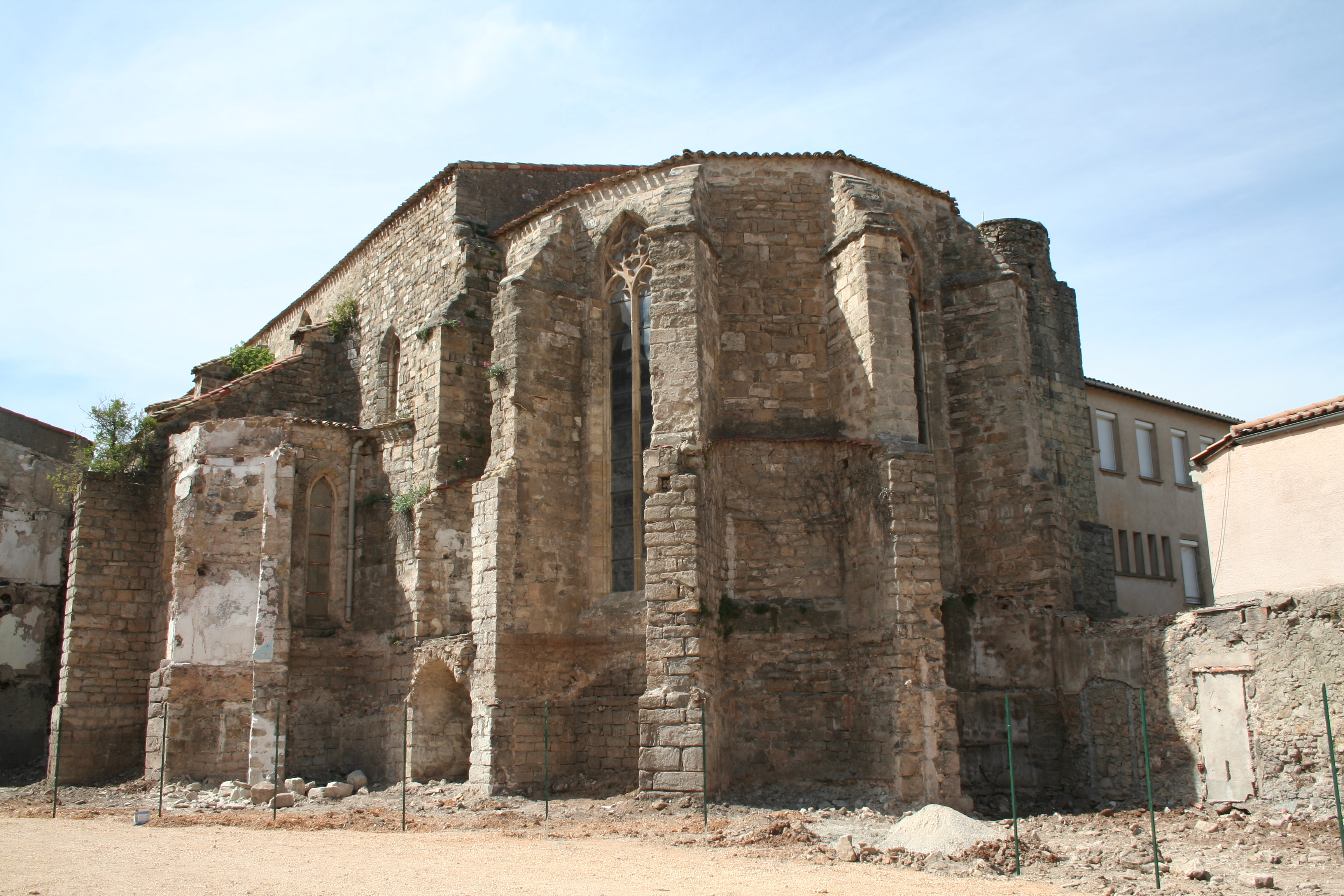
圣多米尼加教堂（法语：Église Saint-Dominique de Clermont-l'Hérault）
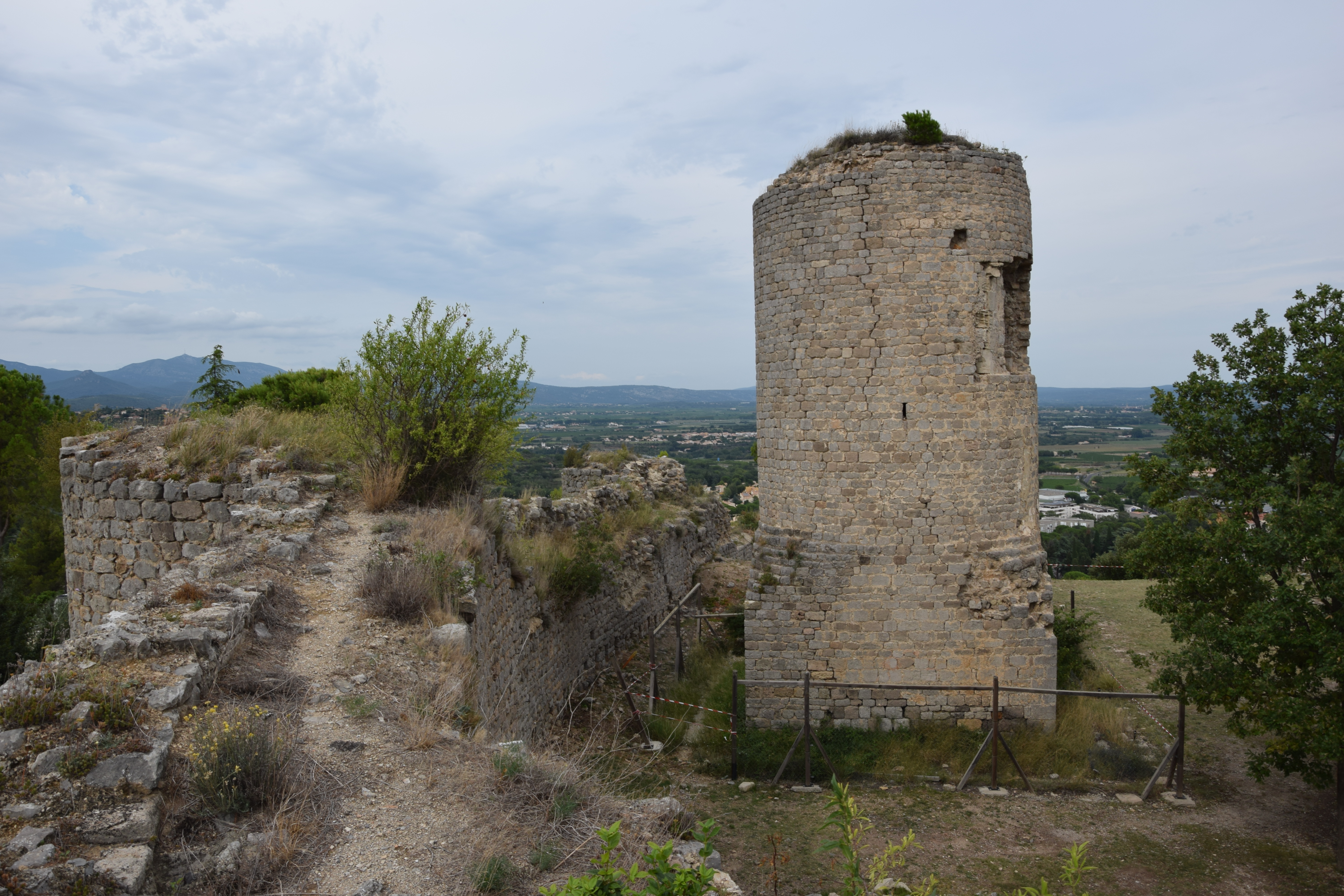
莱吉耶姆城堡（法语：Château des Guilhem）
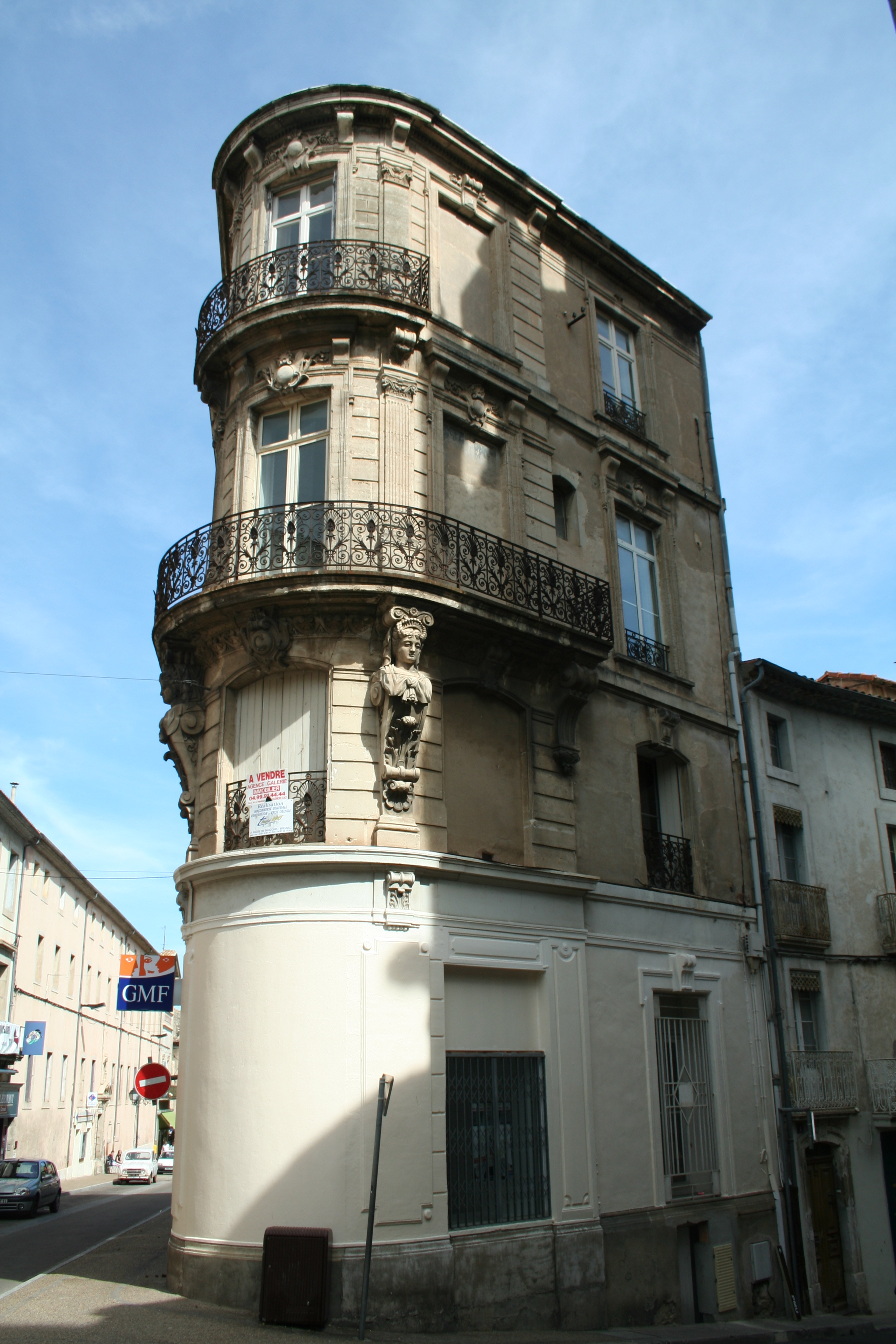
镇中心民居
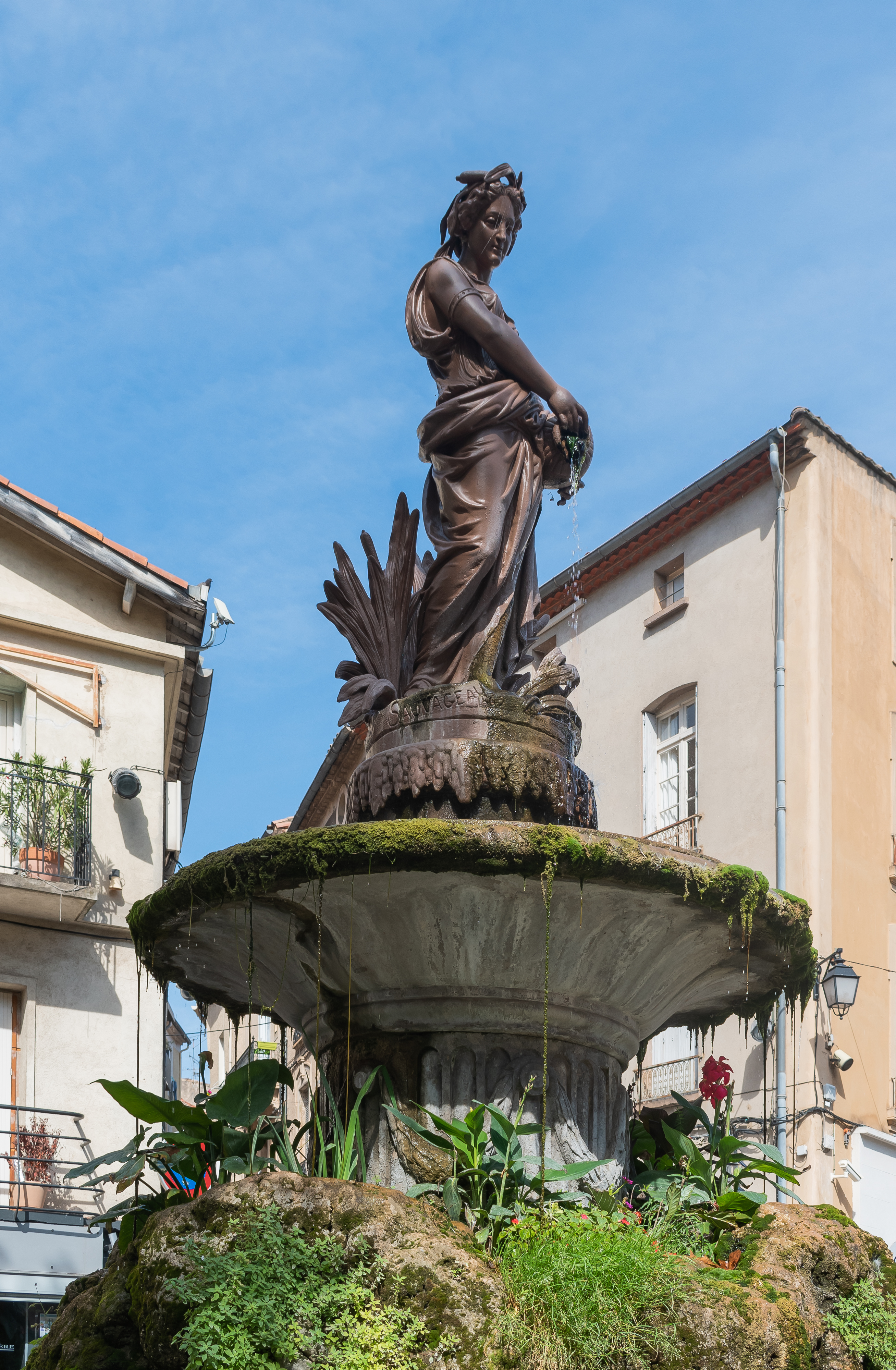
街心喷泉雕塑

### 旅游
克莱蒙莱罗的旅游事务由其所属的克莱蒙人市镇公共社区负责。2021年，克莱蒙莱罗境内共有4家酒店共计67间房间；另有1个露营地，可容纳共388辆露营车。

### 媒体
法国主要的媒体均可在克莱蒙莱罗接收，法国电视三台下属的奥克西塔尼大区频道在部分时段播出克莱蒙莱罗所属区域的地方新闻。奥克西塔尼蒙彼利埃电视台、《自由南部》、蓝色法兰西埃罗广播等是当地主要的地方性媒体。

## 友好城市
截至2022年9月，克莱蒙莱罗共与三座城市互为友好城市关系：
- 德国 高廷
- 英格兰 Patchway